# Pierre Huault de Bussy de Vaires
Pierre Huault de Bussy de Vaires (juliol de 1602-14 de febrer de 1662), marquès de Bussy i de Vaires, fou un militar francès.
Fou nomenat capità de cavalleria lleugera el 1635, mestre de camp de cavalleria el 1638 i mariscal de camp el 15 de febrer de 1652. Va participar en la guerra dels Segadors amb l'exèrcit de Philippe de La Motte Houdancourt a la Batalla de Lleida de 1642.